# Mucuna birdwoodiana
Mucuna birdwoodiana là một loài thực vật có hoa trong họ Đậu. Loài này được Tutcher miêu tả khoa học đầu tiên.